# Trøjborg (dokumentarfilm)
|  | Denne artikel er oprettet af botten Steenthbot ud fra en ekstern database. Den kan derfor have sproglige fejl eller mangler. Denne skabelon kan fjernes efter kontrol af indholdet. |

 For alternative betydninger, se Trøjborg (flertydig). (Se også artikler, som begynder med Trøjborg)
Trøjborg er en dansk dokumentarfilm fra 1978.

## Handling
4 bånd om bebyggelsen Trøjborg.
Bånd 1: Trøjborg Beboerhus, handler om de aktiviteter, der er i beboerhuset. (1976, 18 min.)
Bånd 2: Kampen om centret, beskriver beboernes kamp mod opførelsen af et butikscenter. (1976, 20 min.)
Bånd 3: Levevilkår på Trøjborg, er en historisk og social beskrivelse af området. (1977, 30min.)
Bånd 4: Trøjborg 1982, forsøger at visualiserer fremtidsversionen af Trøjborg (1978, 30 min.)